# Tremänningsregementen
Tremänningsregementen, tremänningar eller 3-männingar kallades en del av de reservtrupper som sattes upp under stora nordiska kriget 1700-1721.
Under Karl XII:s ledning mobiliserades vid krigsutbrottet 1700 de av Karl XI omorganiserade regementena. Systemet byggde på att skattebetalare ensamma eller tillsammans avlönade en soldat (det ständiga knektehållet). Det blev dock genast nödvändigt att utöka armén för att kunna kvarlämna tillräckligt stor styrka i hemlandet. Tre rote- och rusthållare fick slå sig samman för att uppsätta ännu en soldat förutom den ordinarie. Dessa extra knektar bildade på så sätt så kallade tremänningsregementen för såväl infanteriet som kavalleriet.
1702 befalldes bildandet av femmänningar och undantagsvis även av fyrmänningar (tex Jämtlands 4-männingsdragoner). Rusthållen svarade för legoavtal och utrustning och anskaffade dessutom för soldaten en klippare. Soldaten och hästen skulle växelvis underhållas av de rotar eller rusthåll som ansvarade för honom. Dessa trupper fördes snart utom landet och gick förlorade. Efter 1709 nyuppsattes de till största delen samt därefter ytterligare en eller två gånger. Efter freden upplöstes de.

## Referens
1. ↑  ^ Larsson, Anders (2022). Karolinska uniformer och munderingar åren 1700-1721 samt vissa handgrepp och excercis s. 6. ISBN 978-91-88573-43-8. OCLC 1323456208.